# Bob de Groot

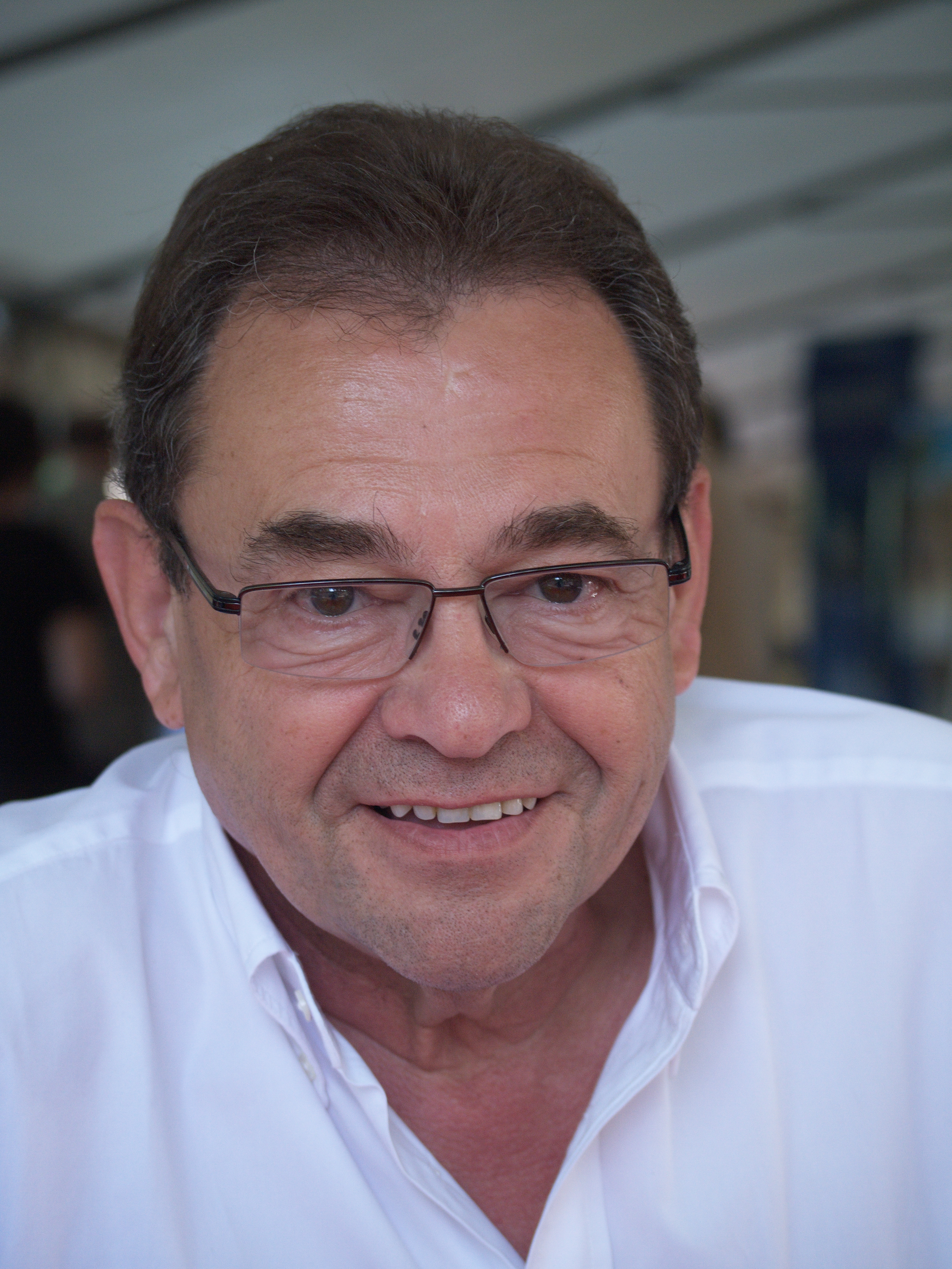
Bob de Groot (2010)

Bob de Groot (* 26. Oktober 1941 in Brüssel, Provinz Brabant; † 17. November 2023 in Ottignies, Provinz Brabant) war ein belgischer Comicautor.

## Leben
Mit 17 Jahren begann er seine Studien an der Kunstakademie (École supérieure des arts Saint-Luc). Er wurde stark von Maurice Tillieux beeinflusst.
Zusammen mit Turk arbeitete Bob de Groot an mehreren Comicserien, die humoristische Serien im Stil von André Franquin (Gaston, Spirou und Fantasio), Morris (Lucky Luke) oder Raoul Cauvin/Willy Lambil (Die blauen Boys) sind. De Groot war für Text und Szenario zuständig, Turk für die Zeichnungen.

## Werke
- Robin Ausdemwald (Robin Dubois, ab 1969) schildert die Abenteuer von Robin Hood mit dem Sheriff im Sherwood Forest.
- Angelehnt an Leonardo da Vinci ist Leonardo (Léonard, ab 1975). Sein Assistent muss hier regelmäßig unter den wahnwitzigen Erfindungen leiden.
- Percy Pickwick (Clifton, ab 1971) haben Turk und De Groot von Raymond Macherot übernommen. Der Comic handelt von einem britischen Geheimagenten vom MI5. Percy Pickwick ist ein Gentleman alter Schule mit einem roten MG TD, Regenschirm, Katze und Haushälterin.
- Szenarist für Lucky Luke (Zeichnungen: Maurice De Bevere):
  - Lucky-Luke-Band 33: Der einarmige Bandit (frz.: Le bandit manchot, Bd. 48), 1981.
  - Lucky-Luke-Band 42: Der Galgenstrick und andere Geschichten (frz.: La Corde du pendu et autres histoires, Bd. 50), 1982. Drei der sieben Kurzgeschichten stammen aus der Feder von de Groot: Der Rächer (Le Justicier), Die gute Nachricht (La bonne Parole) und Die Li-Tschi-Story (Li-Chi’s Story).
  - Lucky-Luke-Band 72: Marcel Dalton (Bd. 67), 1998.
  - Lucky-Luke-Band 75: Der Kunstmaler (frz. L’artiste-peintre, Bd. 69), 2001.
- Szenarist für die Reihe Rantanplan (Zeichnungen: Vittorio Leonardo)
  - Die Genies (frz.: Les Cerveaux, Bd. 10), 1996.
  - Die große Reise (frz.: Le Grand Voyage, Bd. 13), 1998.
  - Die Schöne und die Bestie (frz.: La Belle et le Bête, Bd. 15), 2000.